# シャー・ジャハーン3世
シャー・ジャハーン3世（ヒンディー語：शाहजहां तृतीय, ウルドゥー語: شاہجہان ثالث, Shah Jahan III, 1711年 - 1772年）は、北インド、ムガル帝国の対立皇帝（在位：1759年 - 1760年）。

## 生涯
1759年11月29日、ムガル帝国の宰相ガーズィー・ウッディーン・ハーンは皇帝アーラムギール2世をデリーで殺害し、新たにアウラングゼーブの皇子カーム・バフシュの孫シャー・ジャハーン3世を擁立した。
その後、12月10日にシャー・ジャハーン3世が即位して間もなく、デリーから離れた所にいたアーラムギール2世の皇子シャー・アーラム2世が即位した。ここに2人の皇帝が併立することになったが、正式な皇帝はシャー・アーラム2世であり、シャー・ジャハーン3世は対立皇帝にすぎないとされている。
さて、シャー・ジャハーン3世が擁立されたとき、アフガニスタンの君主アフマド・シャー・ドゥッラーニーが北インドに向けて侵攻していた。1760年1月にアフガン軍によってデリーが占領され、8月2日には対抗するマラーターの軍勢がデリーへ入城した。
そうしたなか、同年10月10日、宰相ガーズィー・ウッディーン・ハーンと好があったマラーター軍が裏切り、シャー・ジャハーン3世を廃位し、宰相も同時に失脚した。これは、マラーター王国宰相バーラージー・バージー・ラーオがシュジャー・ウッダウラにアフガン軍との調停を委ねる代わり、帝国の宰相になれるよう助力を秘密裏に約束していたからだった。
1772年、シャー・ジャハーン3世はアラーハーバードで死亡した。